# Инненштадт (Баутцен)

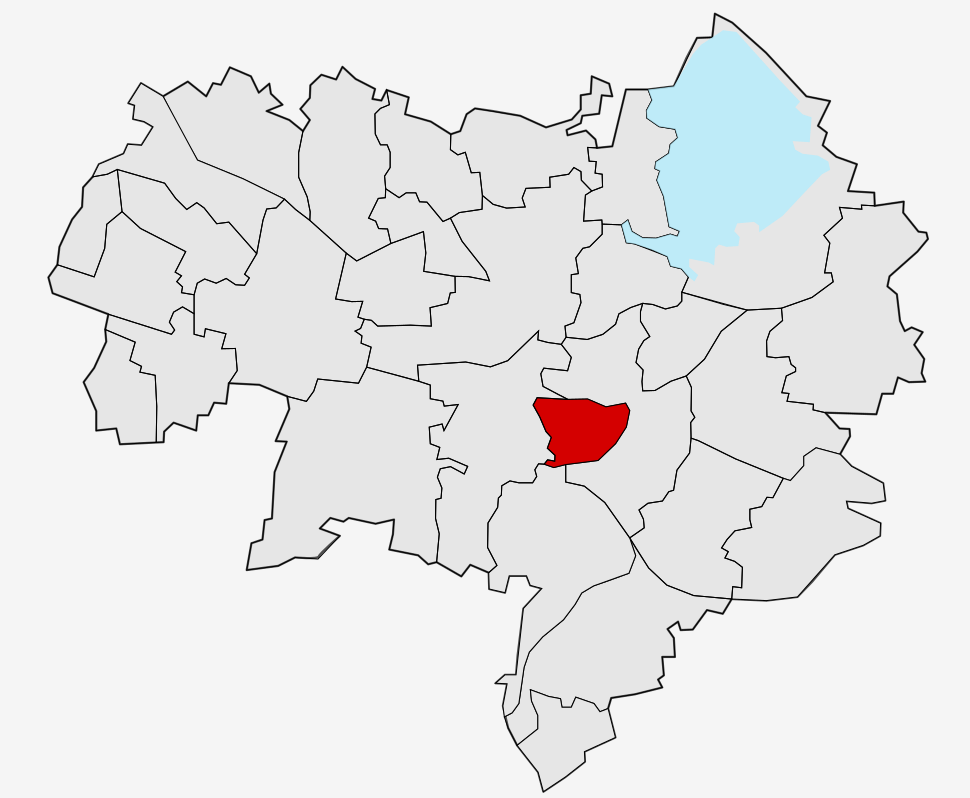
Инненштадт на городской карте Баутцена

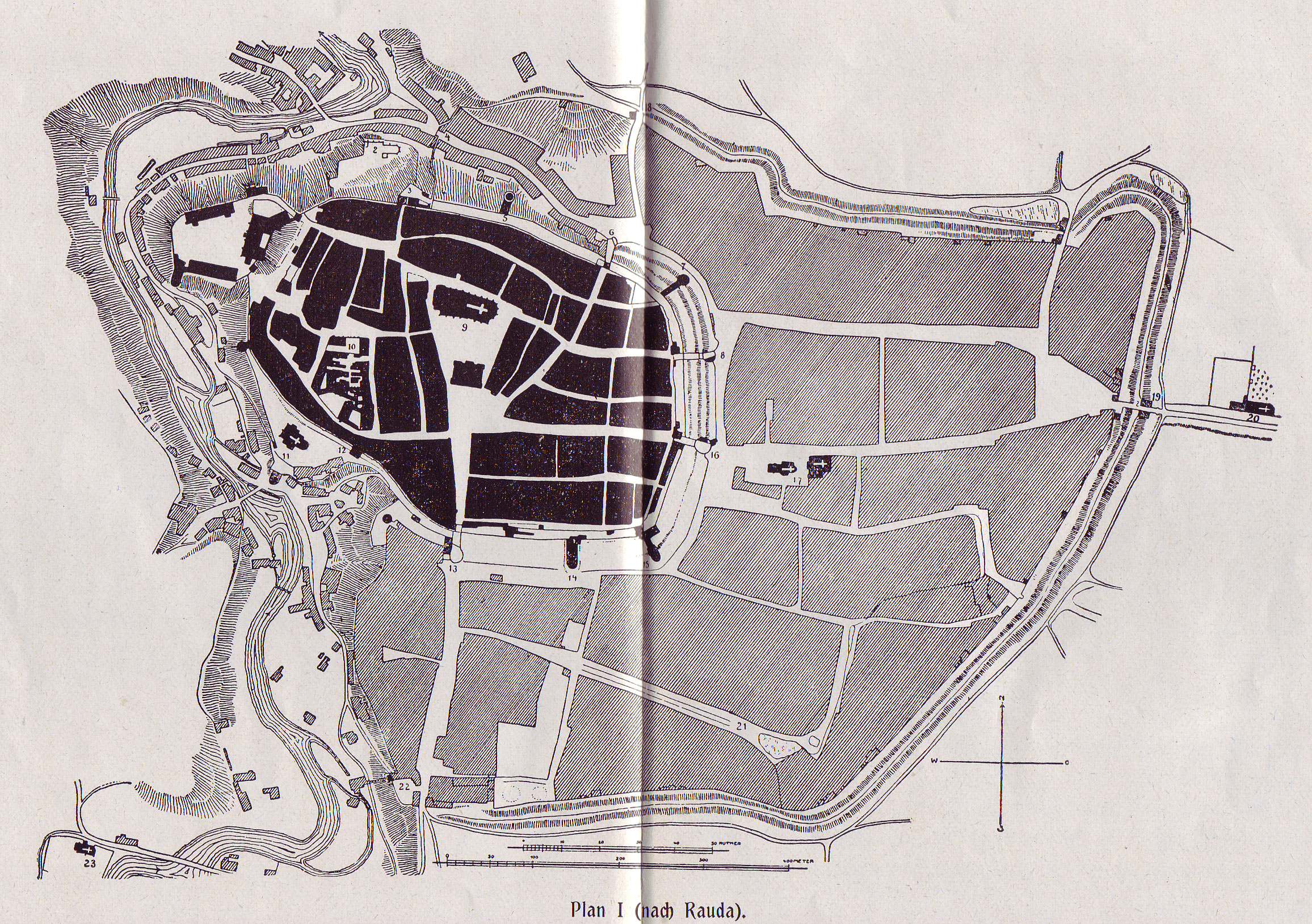
Старый город, карта 1825 года. Территория современного района Инненштадт: чёрным обозначена территория внутренней стены, серым — территория внешней стены

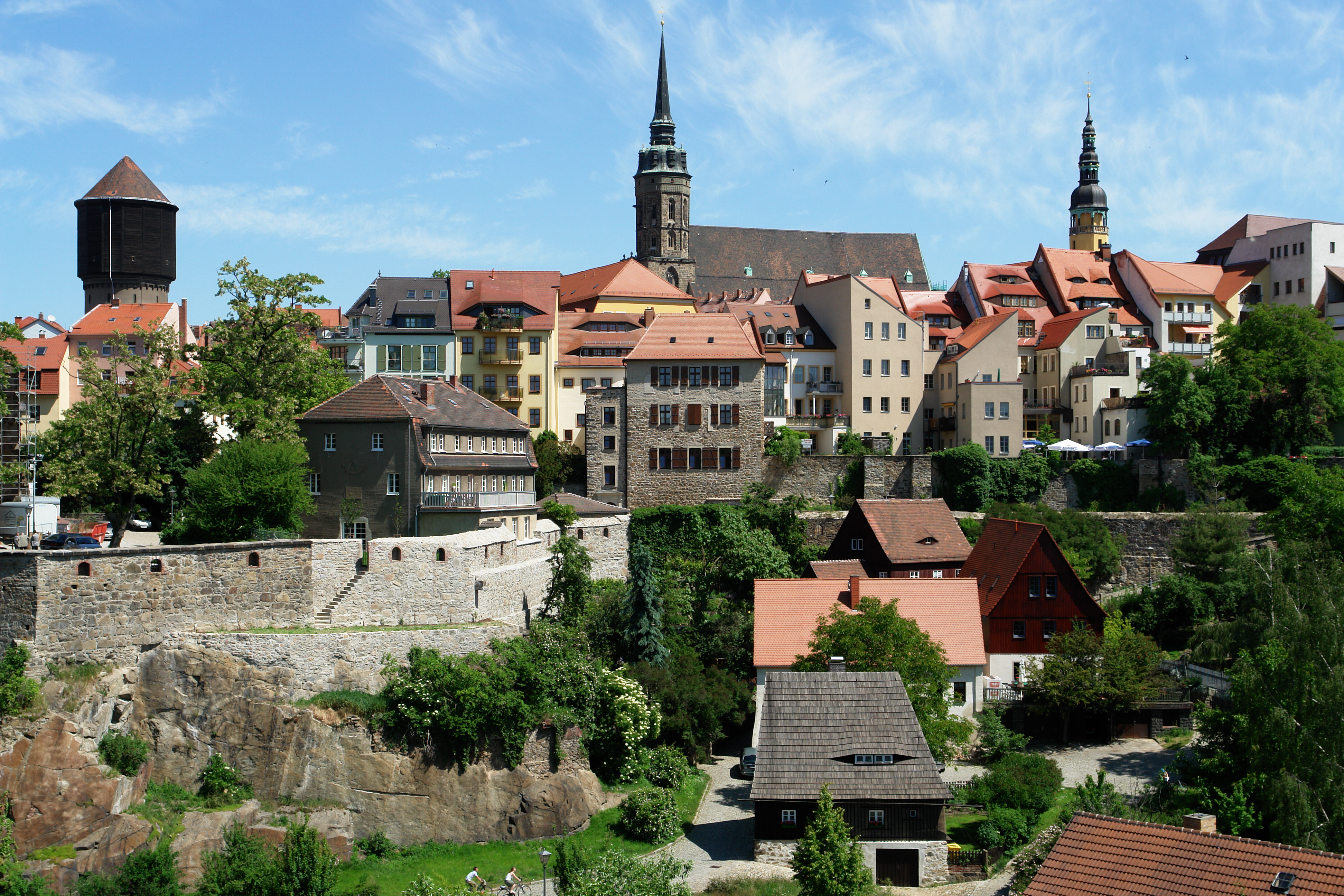

И́нненштадт или Ну́цковне-Ме́сто (нем. Innenstadt; в.-луж. Nutřkowne městoо файле) — наименование старого города Баутцена, Германия. Один из городских районов. Исторический центр города площадью около 19 гектаров, в котором расположены многочисленные памятники истории, культуры и архитектуры, объекты общественной, социальной и культурной жизни лужицкого народа. Памятник городского зодчества, входит в реестр памятников культуры и истории федеральной земли Саксония.

## География
Район включает в себя как старый город в пределах внутренней городской стены со зданиями XV—XVIII веков, так и городские постройки между внутренней и внешней стенами города.
Граничит с городскими районами: Северовыходны-Вобкруг (на севере и востоке), на юге — Южне-Пшедместо и на западе — бывший пригород Жидов (район Западне-Пшедместо).
Границы района определяются внешней стеной по улицам (с севера на юг): Am Schützenplatz (Při Třelerni), Am Stadtwall (Při měšćanskim nasypje), Am Ziegelwall (Při cyhelskim nasypje), Wallstraße (Walska) и Schilleranlagen (Schillerowe zelenišća).
Внутри внешней стены сохранилась внутренняя стена, которая ограничена улицами (с севера на юг): Am Shloß (Pod hrodom), Vor dem Gerbertor (Před Garbarskimi worotami), Gerberstraße (Garbarska), Vor dem Schülertor (Před Šulerskimi worotami), Wendischer Graben (Serbske hrjebje), Lauengrabe (Žitne wiki) и Schulstraße (Šulska).

## Население
Серболужицкое наименование района происходит от прилагательного «nutřkowny» — внутренний (буквально — «Внутренний город»).
В районной топонимике, помимо немецкого языка, также широко используется верхнелужицкий язык.
В настоящее время Баутцен входит в состав культурно-территориальной автономии «Лужицкая поселенческая область», на территории которой действуют законодательные акты земель Саксонии и Бранденбурга, содействующие сохранению лужицких языков и культуры лужичан.
Начиная с XIII века численность жителей старого города практически не изменялась и всегда составляла около пяти тысяч человек. Во времена ГДР численность населения постепенно уменьшалась. Начиная с 1990-х годов население Инненштадта стало увеличиваться. Дальнейший рост населения ограничен высоким спросом на жилые помещения, плотностью населения, структурой собственности и вместимостью районной территории.
| 1996 | 2000 | 2006 | 2020 |
| ---- | ---- | ---- | ---- |
| 4837 | 5184 | 5159 | 5386 |

## Инфраструктура
По центру района с востока на запад по улицам Steinstraße (Kamjentna) и Lauengrabe (Žitne wiki) проходит автомобильная дорога Бундесштрассе 96, выходящая на западе района на мост «Фриденбрюкке» через Шпрее, который соединяет Инненштадт с находящимся на западе районом Западне-Пшедместо.